# 大きなツリーの木の下で〜from SKY TREE TOWN STUDIO〜
『大きなツリーの木の下で～fromSKYTREETOWNSTUDIO～』（おおきなツリーのきのしたでフロムスカイツリータウンスタジオ）は、文化放送制作のラジオ番組である。2012年4月7日開始、2014年3月22日終了。

## 概要
- 2012年5月に開業した東京スカイツリーの情報を中心に構成している。開始当初からしばらくは浜松町の文化放送の本社スタジオからの放送であったが、東京スカイツリー開業後の2012年5月26日の放送からは東京スカイツリーの玄関口に設けられた公開スタジオからの公開生放送となった（ただし、不定期に録音放送になる時もある）。
- 本番組は、ユースティッカムでの動画配信も土曜日の16:00から実施している。

## パーソナリティ
- 大島麻衣

## 放送時間
- 土曜17:00 - 17:15（地上波放送）
  - ユースティッカムでは土曜16:00から放送。